# Chitosan
Chitosan je biologický kopolymer, který vzniká částečnou deacetylací chitinu. Sestává z deacetylované části (β-(1→4)-ᴅ-glukosamin) a acetylované části (N-acetyl-ᴅ-glukosamin).
Chitosan se vyskytuje také v buněčných stěnách některých hub (Mucor rouxii, Absidia coerulea), ze kterých by se nechal přímo získávat. Praktické využití této alternativy však není (do 2024) známé.

## Výroba chitosanu

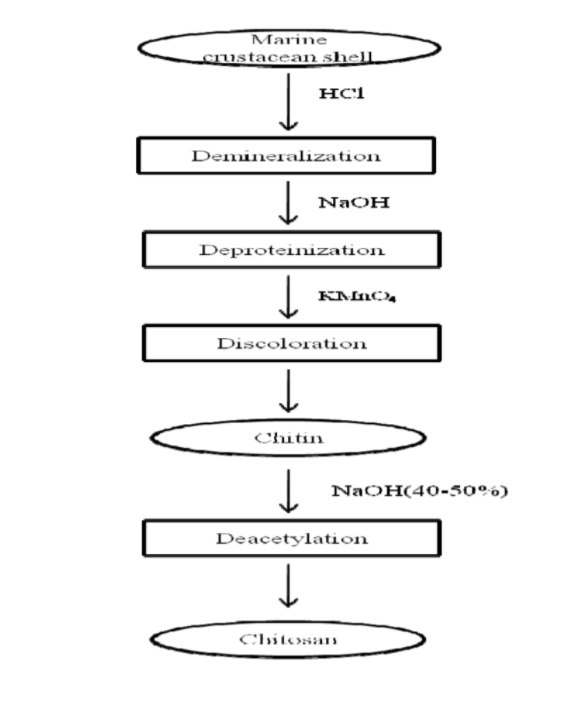
Schéma výrobního procesu chitosanu

Deacetylace chitinu se provádí v lázni s obsahem 50 % NaOH, podíl chitinu cca 1:10, teplota lázně 100 °C, doba smáčení 5 hodin (výrobní partie např. 600 kg). 1 kg chitosanu se dá vyrobit z cca 1,2 kg chitinu (získaného z cca 5 kg krabích krunýřů). V závislosti na vlastnostech chitinu jsou výrobní proces a výsledky (50-95 % deacetylace) známé v mnoha variantách.
Ke zpracování na konečné použití se chitosan odvádí jako: gel, kuličky, membrány, fólie, houby aj.

### Ekonomika výroby
Chitosan se vyrábí zpravidla na agregátech na kontinuální výrobu od suroviny (asi z 80 % odpady z mořských živočichů) přes deproteinizaci, demineralizaci, dekolorizaci a deacetylaci až k (suchému) chitosanu - viz schéma vpravo.   
Např. moderní výrobní zařízení za cca 1,1 milion USD může zpracovat ročně 5000 tun odpadů z krabích krunýřů, ze kterých se dá vyrobit cca 210-260 tun chitosanu s prodejní cenou 58 USD/kg.

## Vlastnosti a použití
Chitosan je bezbarvá, amorfní, tuhá látka. Průmyslově vyrobený, vysocemolekulární chitosan je rozpustný ve zředěných kyselinách (mimo kyseliny sírové), ale špatně  rozpustný v neutrálním nebo alkalickém prostředí. Teprve po snížení molárni masy se dá rozpouštět ve vodě nebo v zásadách.   
Stupeň deacetylace silně ovlivňuje rozpustnost a viskozitu. Za chitosan se všeobecně pokládá jen chitin s deacetylací nad 50 %.
Možnosti použití se uvádějí zejména v oborech
- Zdravotnictví a biotechnologie (obklady na zranění, odbouratelné látky v chirurgii, snížení cholesterol, terapie nádorů)
- Kosmetika (kožní, vlasové, zubní preparáty)
- Vodní hospodářství (úprava pitné vody, odstraňování organochemických příměsí)
- Výroba papíru (vodní filtry, balení, fotopapír)[6]

## Historie chitosanu
Za původ chitosanu se pokládá studie Francouze Rougeta z roku 1859 popisující látku získanou zahříváním chitinu v zásaditém mediu. Označení chitosan vymyslel německý lékař a chemik Felix Hoppe-Seyler v roce 1894, jeho chemická struktura však byla objevena teprve v roce 1950.
Od konce 70. let 20. století se chitosan dostal do popředí zájmu vědeckého výzkumu i praktického využití na celém světě zejména pro svou výraznou makromolekulární strukturu, biologickou slučitelnost a odbouratelnost. Průmyslová výroba chitosanu začala v 80. letech v Japonsku, v roce 2023 se udával celosvětový výnos z prodeje chitosanu s 1,75 miliard USD. Výrobou a obchodem s chitosanem se zabývají zejména firmy: 
Chinova Bioworks, Heppe Medical Chitosan GmbH, Golden-Shell Biochemical a G.T.C. Bio-corporation